# Người Maasai
Maasai  (cũng ghi là Masai) là một nhóm dân tộc thuộc chủng tộc Nilotic bán du mục sinh sống ở Kenya và phía bắc Tanzania. Họ là một trong những dân tộc nổi tiếng ở châu Phi do phong tục, cách ăn mặc và nơi sống riêng biệt. Đa số người dân của bộ lạc sử dụng tiếng Maasai thuộc hệ ngôn ngữ Nilo-Sahara, đồng thời họ cũng được đào tạo ngôn ngữ chính thức của Kenya và Tanzania: tiếng Swahili và tiếng Anh. Theo báo cáo dân số của dân tộc này là 840.000 người ở Kenya (điều tra năm 2009) so với 377.000 người năm 1989
Các chính phủ Tanzania và Kenya đã có các chương trình khuyến khích người Maasai từ bỏ lối sống bán du mục truyền thống, nhưng họ vẫn tiếp tục theo phong tục của mình. Gần đây, Oxfam đã tuyên bố rằng lối sống của người Maasai có thể là cách đáp ứng với biến đổi khí hậu vì họ có khả năng canh tác ở vùng sa mạc. Nhiều bộ lạc Maasai ở Tanzania và Kenya chào đón khách đến thăm làng của họ để trải nghiệm lối sống, truyền thống và văn hóa của người Maasai.

## Lịch sử hình thành và phát triển